# Кентон, Эгон
Эгон Кентон (англ. Egon F. Kenton, настоящее имя Эгон Ференц Корнштейн, нем. Egon Ferenc Kronstein; 22 мая 1891, Надьсалонта, Трансильвания — 3 декабря 1987, Париж) — венгерский и американский скрипач, альтист и музыковед.
Окончил Музыкальную академию имени Ференца Листа (1911) по классу скрипки Енё Хубаи. В 1912—1923 гг. Эгон Корнштейн был альтистом Квартета Вальдбауэра-Керпея; в составе квартета участвовал, в частности, в гастролях 1914 года в Париже, когда музыканты среди прочего выступили с приватным концертом дома у Клода Дебюсси, и в премьере Второго струнного квартета Белы Бартока 3 марта 1918 года в Будапеште. В 1920 году опубликовал небольшую книгу «Квартеты Бетховена» (венг. Beethoven vonósnégyesei), основанную в целом на работах Пауля Беккера. Эгону Корнштейну посвящена соната для альта и фортепиано Миклоша Раднаи (1913).
В 1923 году эмигрировал в США, одновременно сменив фамилию. В 1947 году защитил магистерскую диссертацию в Нью-Йоркском университете. В 1950—1961 гг. преподавал музыковедение в Коннектикутском университете, затем в 1961—1971 гг. работал библиотекарем в Маннес-колледже в Нью-Йорке.
Основной музыковедческий труд Кентона — фундаментальная монография «Жизнь и труды Джованни Габриэли» (англ. Life and Works of Giovanni Gabrieli; 1967), включающая ряд впервые опубликованных документов, библиографию нотных изданий, подробный анализ формальных особенностей музыки Габриэли и т. д.